# Fox Television Group
 (juillet 2018).
Si vous disposez d'ouvrages ou d'articles de référence ou si vous connaissez des sites web de qualité traitant du thème abordé ici, merci de compléter l'article en donnant les références utiles à sa vérifiabilité et en les liant à la section « Notes et références ».
Fox Television Group est la filiale de la 21st Century Fox regroupant les actifs dans la télévision et dépend du Fox Networks Group. Elle comprend 
- Fox Broadcasting Company pour la diffusion
- 20th Century Fox Television pour la production dont Fox 21

En raison de l'offre d'achat par Disney et des règles monopoles aux États-Unis, cette filiale a été découpée pour éviter que Disney ne possède deux réseaux de diffusion.